# West Dean (West Sussex)
West Dean is een civil parish in het district Chichester in West Sussex, op ongeveer 7,5 km ten noorden van Chichester. De plaatsen Binderton en Chilgrove maken deel uit van West Dean. Het is 2.500 ha groot en telt 481 inwoners (2011). West Dean wordt beheerst door het imposante landgoed "West Dean House" uit 1804, dat thans als school gebruikt wordt.